# Mohammadreza Mirzaei
Mohammadreza Mirzaei (* 1986 in Teheran, Iran) ist ein iranischer Fotograf, bekannt für seine minimalistischen Fotos.

## Karriere
Mirzaeis künstlerischer Werdegang begann mit dem Graphik Design Studium an der IRIB Art School in Teheran, das er mit 15 Jahren antrat. Schnell jedoch entdeckte er die Photographie für sich und konzentrierte seine Arbeit auf diesen Bereich.
Seine wichtigsten Inspirationsquellen waren die Werke von Luigi Ghirri. Mirzaeis Photos haben zumeist eine stark graphische Komponente und weisen eine besondere Verwendung des negativen Raums auf, weswegen er generell als Minimalist bezeichnet wird.
Seine 2006 erstellte Photoserie Humans wurde in zwei Ausstellungen im Iran und in der Türkei präsentiert. Die Serie wurde ebenfalls im Rahmen einiger Kunstausstellungen in Australien und Italien dem Publikum zugänglich gemacht.
Michael Kenna würdigte Mirzaeis Photoserie mit den Worten: „Herr Mirazei eröffnet uns mit zurückhaltendem Feingefühl die Möglichkeit im Stillen über den Sinn unserer Existenz nachzudenken. Dies ist ein würdiger Gedanke, und dies ist eine würdige Reihe von Photographien.“